# Scytalopus krabbei
Scytalopus krabbei — вид горобцеподібних птахів родини галітових (Rhinocryptidae). Описаний у 2020 році. Вид названо на честь данського орнітолога Нільса Краббе.

## Поширення
Ендемік Перу. Трапляється у 5 місцевостях у 3 районах на північно-центральних схилах Перуанських Центральних Анд. Був зафіксований на висотах від 2775 до 3500 м, але в основному мешкає на висотах від 2900 до 3100 м. Населяє вологий чагарниковий ліс і верхньогірський ліс.